# Le Portel
Le Portel è un comune francese di 9 862 abitanti situato nel dipartimento del Passo di Calais nella regione dell'Alta Francia.

## Società

### Evoluzione demografica
Abitanti censiti

## Amministrazione

### Gemellaggi
- Portel-des-Corbières
- Stockelsdorf
- Sindou

## Sport
In città ha sede la squadra di basket ESSM Le Portel.